# Pylaemenes oileus
Pylaemenes oileus är en insektsart som först beskrevs av John Obadiah Westwood 1859.  
Pylaemenes oileus ingår i släktet Pylaemenes och familjen Heteropterygidae. Inga underarter finns listade i Catalogue of Life.